# Przeludnienie agrarne
Przeludnienie agrarne – przeludnienie na terenach wiejskich i nadmiar ludności pracującej w rolnictwie. Wiązało się z rozdrobnieniem gospodarstw chłopskich i ograniczonymi możliwościami migracji ludności do miast. Przeludnienie agrarne świadczyło o zacofaniu gospodarczym kraju.
W wyniku eksplozji demograficznej przeludnienie agrarne stało się w XX w. problemem w większości państw Azji, Afryki i Ameryki Łacińskiej, powodując masowy napływ ludności do miast.